# Bartın
Bartın este un oraș din Turcia.